# 本庄有次
本庄 有次（ほんじょう ありつぐ）は、鎌倉時代の児玉党の武士（家次系本庄氏）。通称を太郎。左衛門尉。別系図では、大左衛門とある。

## 概要
系図によって、有次に関する記述は異なり、同じ『武蔵七党系図』でも混乱が見られる。一例として、「太郎左衛門尉」と記述されている七党系図では、法名が了仙だが、「大左衛門」と記述されている系図では、法名を耳山と記述している。父親に関しても、本庄太郎左衛門尉時次が父とあるが、有次の3人の弟の通称が、三郎助次、四郎重次、五郎（左衛門尉）氏次であり、二郎の通称を持った弟が存在しないことから、時次は有次の父親ではなく、弟と考えられる。この考えに従った場合、本庄朝次の子息が、有次、時次、助次、重次、氏次となる。そのまま系図を見れば、有次は家次系本庄氏の4代目に当たるが、時次を有次の弟と見た場合、家次系本庄氏の3代目に当たることが分かる。考察通りであるのなら、朝次の3人の子息（有次・時次・氏次）は、左衛門尉に任ぜられていたということになる。また、家次系本庄氏は備中国草壁荘の地頭職を与えられていたため、有次が猿掛城の4代城主と考えることができる（このことに関しては、まだ色々と議論の余地がある）。

## 子息と孫のその後
有次の子息は、本庄氏ではなく、庄氏の方を名乗っており（系図上では）、再び庄氏一族として西日本で活動した。その子息である庄資房（左衛門四郎）は、系図によれば、片山村、幸山城・高山城を領したとある（その後、越後守仲時の一門と共に忠死したとある）。資房には2人の子息がおり、七郎資氏は高山城主となり、弟の資政（左衛門）は兄資氏の養子になったと系図には載っている。資政は猿掛城の城主になったとあり、庄家長から数えて（時次を有次の弟と考えた場合、家長・家次・朝次・有次・資房?）、6代城主、あるいは7代城主と考えられる。系図には、資政は文和2年（1353年）、北畠准后権大納言顕能に従い、足利尊氏の執事、高武蔵守師直と合戦を行い、軍功を挙げ、感状を賜ったとある。
南北朝時代、備中庄氏が南朝に属して戦っていたことが分かる。

## その他
- 有次の父を時次ではなく、朝次に求めた場合、年代と系譜のつじつまが合ってくる。朝次の名が『吾妻鏡』の記述に登場するのは13世紀中頃で、その曾孫である資政は14世紀中頃に活躍した。家次→朝次→有次の流れに従った場合、有次の出生地については、備中国の居館か、あるいは武蔵国秩父郡大滝村と考えることもできる。
- 法名の伝承差については誤記とも考えられる。一方が了仙（りょうせん?）で、一方が耳山（じせん）であることから、前者は子を了と誤ったとも考えられる。
- 有次の子息が本庄氏を名乗ることをやめたことについては、2つ考えられる。一つは、家次系本庄氏が初めから本庄を称していなかった（『吾妻鏡』における誤記をそのまま信用して系図に記述した）。もう一つは、一族が武蔵国を本格的に去り、「本拠の庄氏」を名乗る必然性がなくなった。

- 通し字の変化についてだが、別の場所へ移住したり、養子を入れた結果として、そうなる事例がある。有次の子息の場合、本格的に西日本へ移住した結果と考えられる。関東に残った本庄氏一族でそれは説明できる。戦国期の時家系本庄氏の例として、信明→為明→将明→実明→実忠→近朝がある。実忠以前では「明」が通し字だが、実忠から本庄城を築き、その子息の名になると、通し字は全く意味を成していない。有次の子息も同様のことが言える。したがって、家次→朝次→有次→資房となっているが、至って問題はない。
- 14世紀末の応永3年（1396年）の古文書に、「武蔵国児玉郡本庄郷 藤原栄次」の名があり、家次系本庄氏で秩父郡へ移住していない系譜があったと見られる。ただし、これが宗家筋の流れかは不明。秩父郡から再び児玉郡北部へ戻ったとも考えられるし、家次の子息の1人が児玉郡に在住し続けたとも考えられる。そのため、この栄次を有次の子孫と断定することはできない。